# Alice Roosevelt Longworth

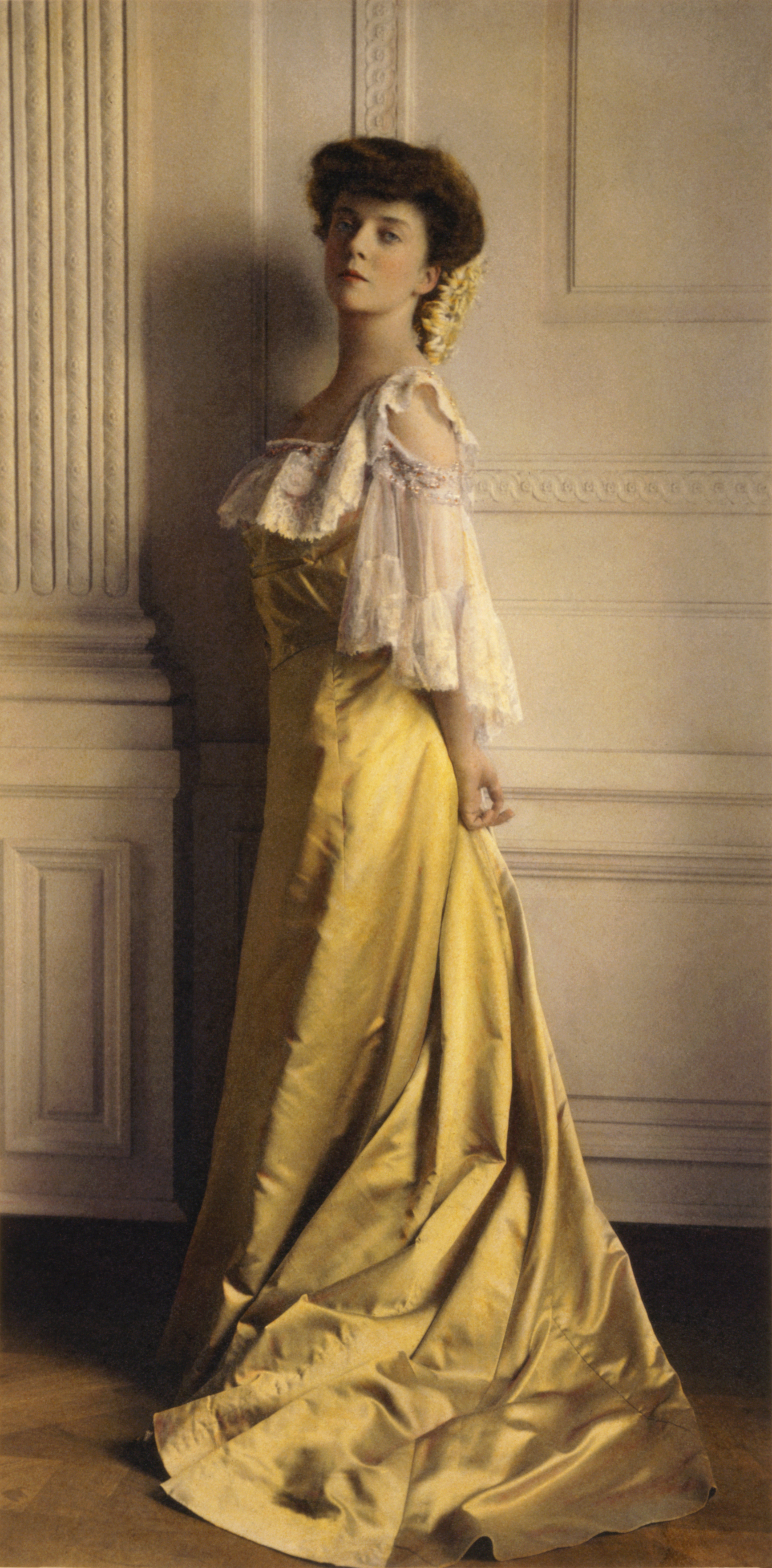
Alice Roosevelt, Foto: Frances Benjamin Johnston, 1903

Alice Lee Roosevelt Longworth (* 12. Februar 1884 in New York City; † 20. Februar 1980 in Washington, D.C.) war eine amerikanische Schriftstellerin und prominente Salonnière. Sie war das älteste Kind des US-Präsidenten Theodore Roosevelt und das einzige Kind aus seiner ersten Ehe mit Alice Hathaway Lee Roosevelt.

## Einleitung
Alice Roosevelt führte ein unkonventionelles Leben. Ihre Ehe mit dem Repräsentanten Nicholas Longworth (Republikanische Partei von Ohio), einem Parteiführer und dem 38. Sprecher des Repräsentantenhauses, war angespannt, und ihr einziges Kind Paulina ging angeblich aus ihrer Affäre mit dem Senator William Edgar Borah aus Idaho hervor.

## Kindheit

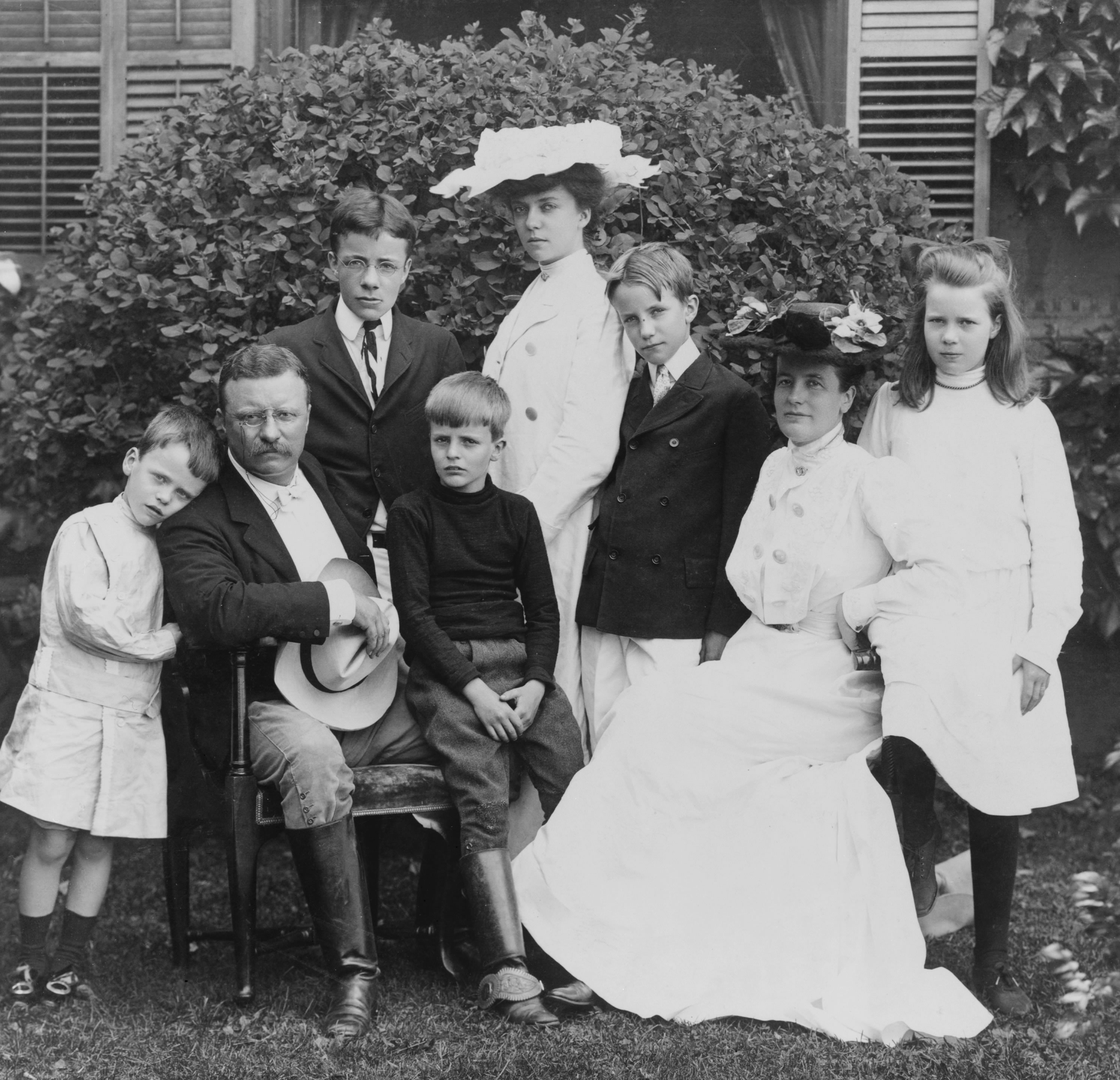
Die Roosevelt-Familie 1903 mit von links Quentin, Theodore, Ted, Archie, Alice, Kermit, Edith und Ethel.

Alice Lee Roosevelt wurde im Haus der Roosevelt-Familie in der 6 West 57th St. in New York City geboren. Ihre Mutter Alice Hathaway Lee Roosevelt war eine Bostoner Bankierserbin. Ihr Vater, Theodore, war zu dieser Zeit ein Abgeordneter der New York State Assembly. Alice gehörte über die Oyster Bay Roosevelts zu den Nachkommen der Schuyler-Familie.
Ein oder zwei Tage nach der Geburt von Alice starb Theodores Mutter Martha Stewart „Mittie“ Bulloch an einer Typhusinfektion. Elf Stunden später starb auch Alice' Mutter – an einem nicht diagnostizierten Nierenversagen.
Theodore war durch den Tod seiner Ehefrau so traumatisiert, dass er nicht mehr an sie denken wollte. Er sprach nahezu niemals über sie, verbat sich, dass sie in seiner Anwesenheit erwähnt wurde, und berichtete in seiner Autobiografie nicht über sie. Deshalb erhielt seine Tochter Alice den Rufnamen „Baby Lee“ anstelle ihres ersten Vornamens. Sie setzte diese Praxis im späteren Leben fort und bevorzugte es, „Mrs. L“ statt „Alice“ genannt zu werden.
Während seiner Trauer zog sich Theodore vom gesellschaftlichen Leben in New York zurück und zog nach Westen auf seine Ranch in North Dakota, von wo er zwei Jahre lang Reisen unternahm. Er überließ seine Tochter im Säuglingsalter seiner Schwester Anna, die „Bamie“ oder „Bye“ genannt wurde. Es gibt Briefe an sie, in denen Theodore die Sorge um seine Tochter und die Liebe zu ihr äußert. In einem Brief von 1884 schrieb er: „Ich hoffe, Mäuschen wird ein schlauer Fuchs. Ich werde sie sehr lieben. (I hope Mousiekins will be very cunning, I shall dearly love her.)“
Nachdem Theodore Edith Kermit Carow geheiratet hatte, wurde Alice von ihrem Vater und ihrer Stiefmutter aufgezogen. Theodores und Ediths fünf Kinder waren Theodore III (Ted), Kermit, Ethel, Archibald (Archie) und Quentin. Die beiden blieben bis zu Theodores Tod im Januar 1919 verheiratet.

## Alices Beziehung zu Edith Kermit Carow Roosevelt

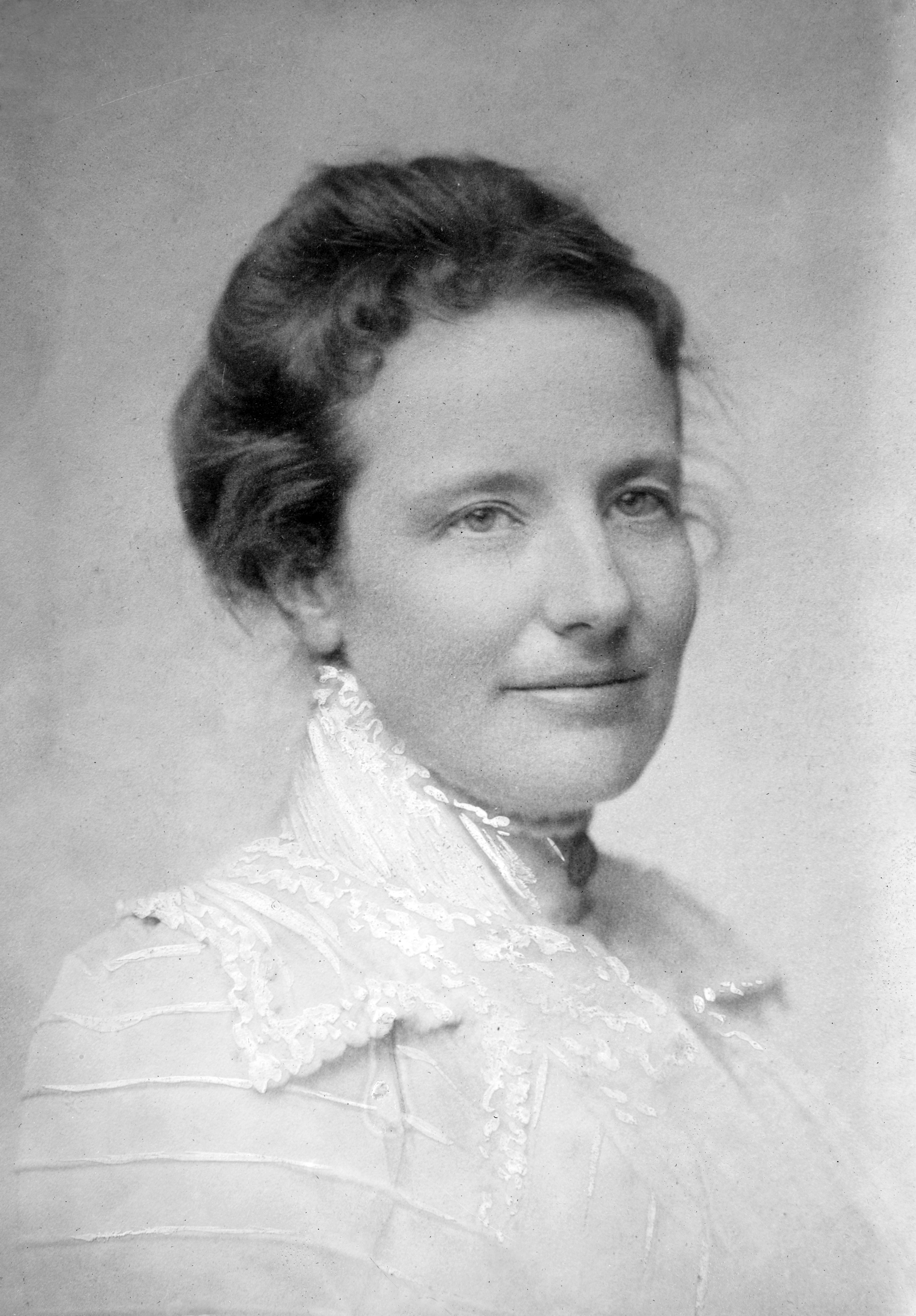
Edith Kermit Carow, Foto um 1900

Es gab Spannungen in der Beziehung zwischen der jungen Alice und ihrer Stiefmutter, die die frühere Ehefrau ihres Gatten gekannt hatte, und ihm zu verstehen gab, dass sie ihre Vorgängerin für eine schöne, aber geistlose, kindliche Idiotin hielt (a beautiful but insipid, childlike fool). Edith sagte der Tochter einmal im Zorn, dass ihr Vater sich zu Tode hätte langweilen müssen, wenn Alice Hathaway Lee überlebt hätte. In späteren Jahren bewunderte Alice den Humor ihrer Stiefmutter und sagte, dass sie ähnliche literarische Interessen hätten.

## Präsidentschaft des Vaters
Als ihr Vater nach dem Attentat auf William McKinley, Jr. in Buffalo das Präsidentenamt antrat, wurde Alice im Alter von 17 Jahren unmittelbar eine Prominente und Modeikone. Bei ihrem Debütantenball im Jahr 1902 trug sie ein Ballkleid in einer azurhellblauen Farbe, die daraufhin als Alice blue bekannt wurde und einen Trend bei der Damenbekleidung setzte. Ebenfalls 1902 wurde im Rahmen des sogenannten Champagnerkrieges weltweit über ihre Beteiligung an einer Schiffstaufe berichtet. Alice galt als Regelbrecherin. Sie rauchte in der Öffentlichkeit Zigaretten, fuhr mit Männern im Auto mit, blieb bei Partys lange aus, hielt als Haustier eine Schlange mit dem Namen Emily Spinach (Emily nach ihrer nach wie vor unverheirateten Tante und Spinach für ihre Spinat-farbene grüne Farbe) und wurde dabei beobachtet, wie sie bei einem Buchmacher Wetten abschloss.

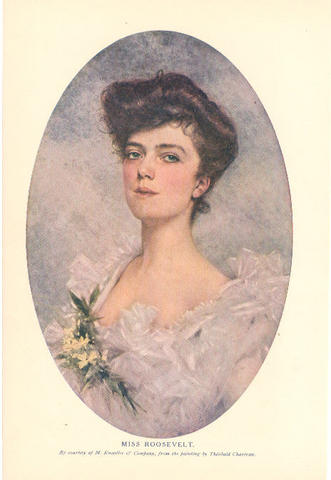
Alice Roosevelt, formelles Porträt von Theobald Chartran, 1901

1905 war Alice zusammen mit dem Kriegssekretär ihres Vaters William Howard Taft die Reiseführerin einer amerikanischen Delegationsreise nach Japan, Hawaii, China, den Philippinen und Korea. Es war die bis dahin größte diplomatische Mission, die aus 23 Kongressabgeordneten bestand, einschließlich ihres späteren Ehemanns Nicholas Longworth, sieben Senatoren, Diplomaten, Offiziellen und Geschäftsleuten.
Auf der Reise nach Japan sprang Alice voll bekleidet in den Swimmingpool des Schiffes und forderte den Kongressabgeordneten erfolgreich heraus, es ihr gleichzutun. Jahre später kritisierte Robert F. Kennedy den Vorfall, worauf Alice entgegnete, dass er bei Weitem aufsehenerregender gewesen wäre, wenn sie sich vorher ihres Kleides entledigt hätte. In ihrer Autobiographie Crowded Hours wies sie darauf hin, dass es zwischen dem Leinenkleid und der Bluse, die sie an dem Tag getragen hatte, und der damaligen Schwimmmode kaum Unterschiede gegeben habe.
Ein Besucher des Weißen Hauses beklagte sich darüber, dass Alice häufig Besprechungen im Oval Office unterbrochen habe, indem sie ungefragt politische Ratschläge gab. Der erschöpfte Präsident entschuldigte sich bei dem mit ihm befreundeten Schriftsteller Owen Wister nach der dritten Unterbrechung, indem er androhte, sie aus dem Fenster zu werfen: „Ich kann entweder das Land regieren oder ich kann mich um Alice kümmern, aber ich kann nicht beides gleichzeitig. (I can either run the country or I can attend to Alice, but I cannot possibly do both.)“ In ihrer Geltungssucht war Alice ihrem Vater sehr ähnlich, über den sie später einmal sagte: „Er will bei jeder Hochzeit die Braut, jedem Begräbnis der Leichnam und bei jeder Taufe der Täufling sein (He wants to be the bride at every wedding, the corpse at every funeral, and the baby at every christening).“

## Ehe

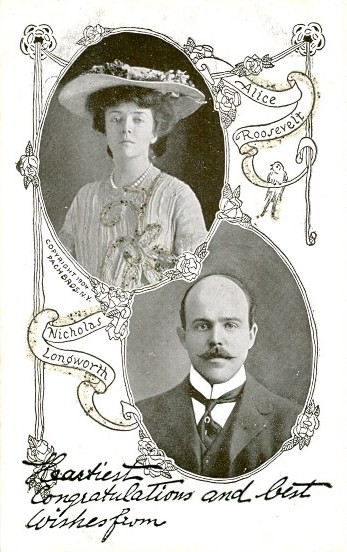
Hochzeitspostkarte, 1906

Im Dezember 1905 verlobte sich Alice nach der diplomatischen Japan-Reise mit Nicholas Longworth III, einem republikanischen Abgeordneten des Repräsentantenhauses der Vereinigten Staaten aus Cincinnati, der später Sprecher des Repräsentantenhauses wurde. Die beiden hatten bereits zuvor in denselben gesellschaftlichen Kreisen verkehrt, aber ihre Beziehung festigte sich während der Delegationsreise. Ihre Hochzeit wurde im darauffolgenden Februar gefeiert und war mit über 1000 Gästen der soziale Höhepunkt der Saison. Alice trug ein blaues Brautkleid und schnitt den Hochzeitskuchen in aufsehenerregender Weise mit einem Säbel an, den sie sich von einem an der Hochzeit teilnehmenden Offizier ausgeborgt hatte.
Alice unterstützte 1912 in der Öffentlichkeit die Präsidentschaftskandidatur der Progressive Party ihres Vaters, während ihr Gatte seinem Mentor, dem Präsidenten William Howard Taft, treu blieb. Während des Wahlkampfs erschien sie in Longworths eigenem Wahlbezirk mit dem Kandidaten für die Vizepräsidentschaft Hiram Johnson auf der Bühne. Als Longworth daraufhin wegen 105 Stimmen unterlag, meinte sie, dass ihr Auftritt ihm mindestens 100 Stimmen gekostet habe, sodass sie der Grund gewesen sei, warum er die Wahl nicht gewonnen hatte. Er wurde aber 1914 wieder gewählt und blieb bis zu seinem Lebensende Abgeordneter des Repräsentantenhauses.
Alices politische Kampagne gegen ihren Gatten belastete die Ehe. Zudem hatte sie einige außereheliche Affären, unter anderem eine lang anhaltende Beziehung mit dem Senator William Borah (1865–1940). Aus ihren Tagebüchern geht hervor, dass er der Vater ihrer Tochter Paulina Longworth (1925–1957) war. Alice, die für ihren brillant-bösartigen Humor bekannt war, erwog es in dieser sensiblen Situation, ihre Tochter scherzhaft Deborah, wie in de Borah, zu nennen, und sie wurde in der Tat oft Aurora Borah Alice statt Paulina genannt.

## Nach der Präsidentschaft des Vaters

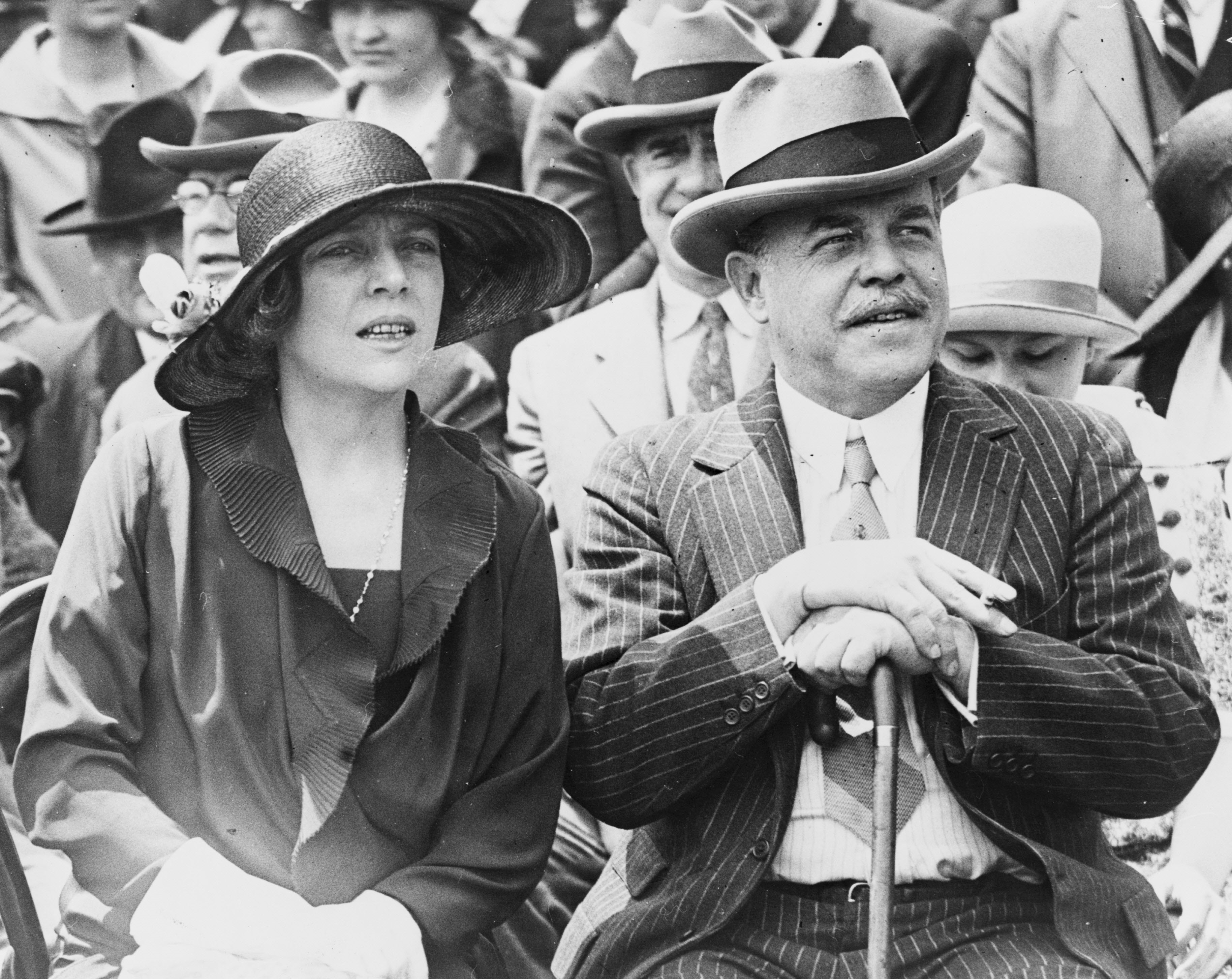
Alice Roosevelt Longworth und ihr Ehemann, Sprecher des Repräsentantenhauses und Kongressabgeordneter für Ohio Nicholas Longworth auf den Stufen des US Capitols, 1926

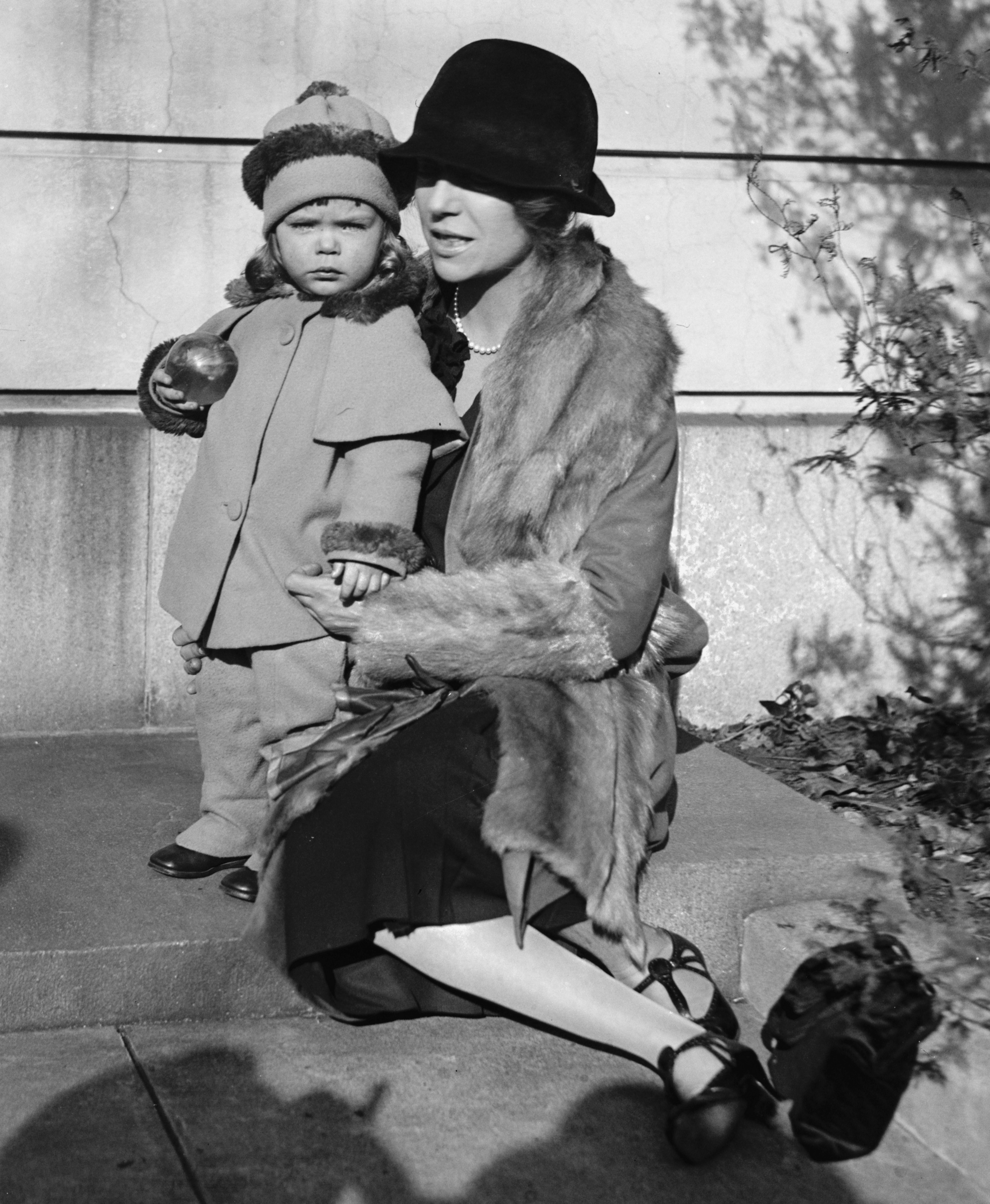
Alice Roosevelt Longworth bei ihrem 43. Geburtstag mit ihrer zweijährigen Tochter Paulina, 1927

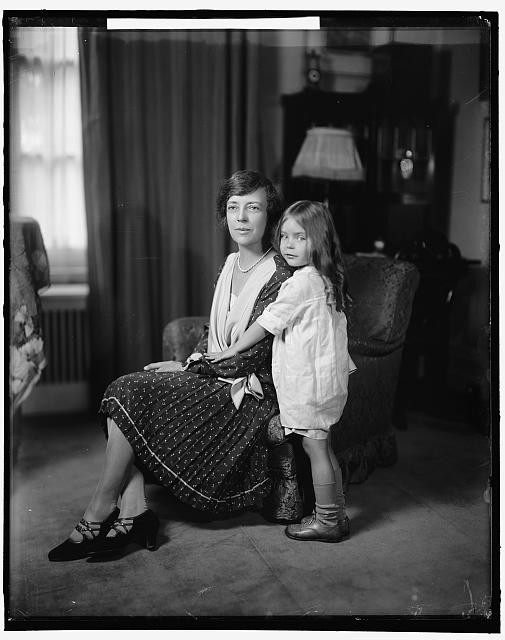
Alice Roosevelt Longworth mit ihrer vierjährigen Tochter Paulina, 1929

Während der Weltwirtschaftskrise erschien Alice in der Tabakwerbung, um ihre Finanzen aufzubessern. Sie veröffentlichte auch eine Autobiografie, Crowded Hours, die gute Kritiken bekam und sich gut verkaufte. TIME-Magazine lobte ihre „unbekümmerte Lebensfreude (insouciant vitality).“
Paulina Longworth heiratete Alexander McCormick Sturm, mit dem sie eine Tochter Joanna (* Juli 1946) hatte. Alexander starb 1951. Paulina starb 1957 an einer Überdosis Schlaftabletten. Kurz vor Paulinas Tod besprach Alice mit ihr, wer sich in einem solchen Fall um Joanna kümmern solle. Alice kämpfte um das Sorgerecht für ihre Enkelin und erhielt dieses zugesprochen, woraufhin sie sie bei sich aufnahm. Anders als zu ihrer Tochter hatte Alice ein sehr nahes Verhältnis zu ihrer Enkelin.

## Politische Beziehungen

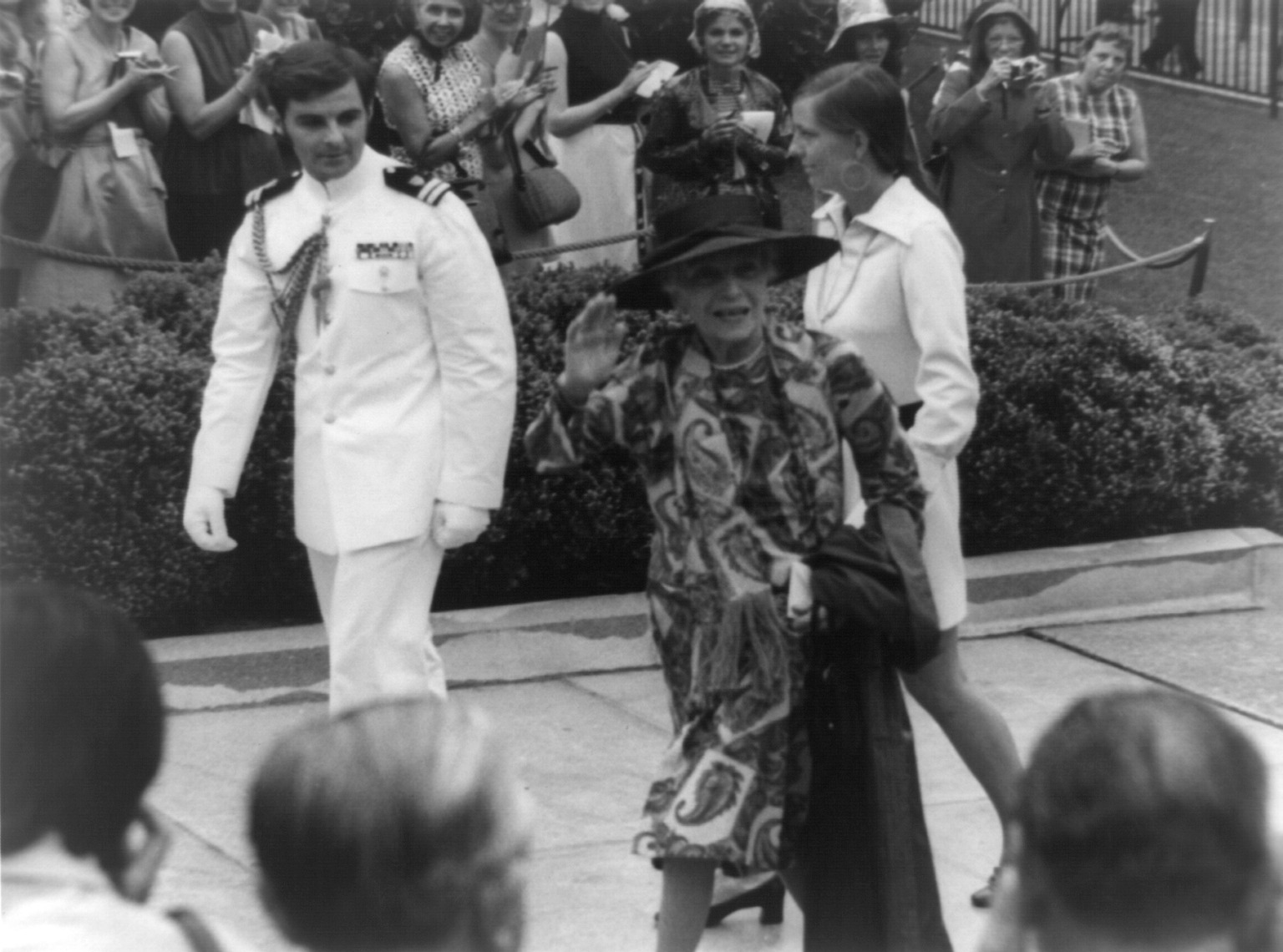
Alice Roosevelt Longworth mit Joanna Sturm, ihrer Enkelin, bei der Hochzeit von Tricia Nixon 1971

Seit ihrer Jugend war Alice an Politik interessiert. Als zunehmendes Alter und Krankheiten ihrer Tante Bamie zu schaffen machten, nahm Alice ihre Rolle als inoffizielle Beraterin ihres Vaters, des Präsidenten, ein. Sie warnte ihren Vater davor, sich 1912 gegen die Re-Nominierung von William Howard Taft auszusprechen.
Alice beobachtete die Demokratische Partei kritisch und sympathisierte in ihrer Jugendzeit mit dem rechten Flügel der Republikanischen Partei. Sie unterstützte ihren Halbbruder Theodore Roosevelt junior, als er Gouverneur von New York werden wollte. Als Franklin D. Roosevelt in der Präsidentschaftswahl 1932 kandidierte, erhob Alice in der Öffentlichkeit Einspruch gegen seine Kandidatur. In der Oktoberausgabe des Ladies' Home Journal von 1932 schrieb sie über ihn: „Politisch sind sein Teil der Familie und unserer immer in unterschiedlichen Lagern aufgestellt gewesen, und der Nachname ist alles was wir gemein haben … ich bin Republikanerin … und werde Hoover wählen … wenn ich keine Republikanerin wäre, würde ich bei dieser Wahl trotzdem Hoover wählen. (Politically, his branch of the family and ours have always been in different camps, and the same surname is about all we have in common … I am a Republican … I am going to vote for Hoover … If I were not a Republican, I would still vote for Mr. Hoover this time).“
Obwohl Alice John F. Kennedy in der Präsidentschaftswahl 1960 nicht unterstützte, fühlte sie sich sehr zur Familie Kennedy hingezogen und „lernte, wie unterhaltsam und attraktiv Demokraten sein können (learned how amusing and attractive Democrats could be).“ Sie entwickelte eine liebevolle, allerdings gelegentlich angespannte Freundschaft mit Robert F. Kennedy, vielleicht wegen seiner Dünnhäutigkeit. Als Alice sich über die Besteigung des erst kurz zuvor mit einem neuen Namen versehenen Mount Kennedy in Kanada lustig machte, konnte er dem gar nichts abgewinnen. Sie gab sogar zu, dass sie bei der Präsidentschaftswahl 1964 Lyndon Johnson statt des Senators Barry Goldwater gewählt habe, weil sie glaubte, dass Goldwater zu geizig gewesen sei.
Alice befreundete sich ernsthaft mit Richard Nixon, während er Vizepräsident war. Als er nach Dwight D. Eisenhowers zweiter Amtsperiode nach Kalifornien zurückkehrte, blieb sie mit ihm in Verbindung und konnte nicht glauben, dass seine politische Karriere zu Ende sei. Sie ermutigte ihn, sich wieder mit Politik zu befassen und lud ihn nach wie vor zu ihren Abendveranstaltungen ein. Nixon revanchierte sich für diese Gefälligkeitsbekundungen, indem er sie zu seinem ersten formellen Dinner im Weißen Haus einlud sowie 1971 zur Hochzeit seiner Tochter Tricia Nixon.

## Späteres Leben

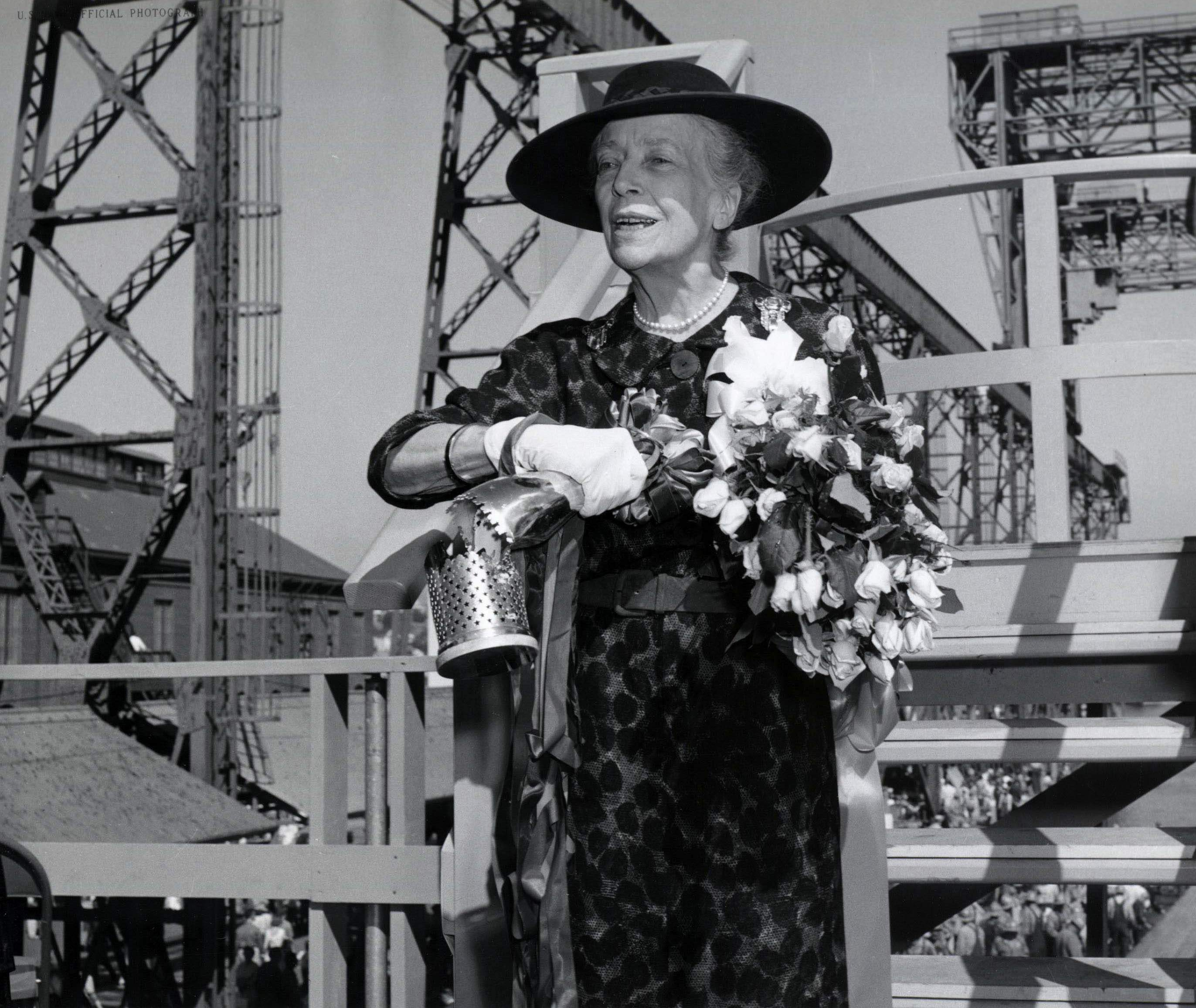
Alice Roosevelt Longworth bei der Taufe eines nach ihrem Vater benannten U-Boots der USS Theodore Roosevelt (SSBN-600), 1959

Im Jahr 1955 stürzte Alice und brach sich die Hüfte. 1956 wurde Brustkrebs diagnostiziert, und obwohl sie sich erfolgreich einer Mastektomie unterzog, wurde 1970 in der anderen Brust eine weitere Geschwulst gefunden, die eine weitere Mastektomie erforderlich machte.
Alice war zeit ihres Lebens Mitglied der Republikanischen Partei. Aber ihre politische Ausrichtung änderte sich, als sie die Kennedy-Familie und Lyndon Johnson kennenlernte. Sie wählte 1964 die Demokraten und unterstützte 1968 Robert F. Kennedy bei der Primary der Demokraten.
Nach der Ermordung von Robert F. Kennedy 1968 unterstützte sie ihren Freund Richard Nixon, so wie sie es 1960 in dessen Kampagne gegen John F. Kennedy getan hatte. Ihre langjährige Freundschaft mit Nixon endete am Ende der Watergate-Affäre, insbesondere als Nixon bei seinem Rücktritt das Tagebuch ihres Vaters zitierte und sagte: „Nur wenn man im tiefsten Tal gewesen ist, kann man wissen, wie großartig es ist, auf der höchsten Bergspitze zu stehen (Only if you’ve been to the lowest valley can you know how great it is to be on the highest mountain top).“ Das erzürnte Alice und sie schimpfte, als sie im Fernsehen sah, wie er sein frühes Verlassen des Weißen Hauses – im Umfeld einer möglichen Amtsvergehensanklage (impeachment) und strafrechtlicher Verfolgung – mit dem Verlust der Ehefrau und seiner Mutter ihres idealistischen jungen Vaters am gleichen Tag verglich.
Sie war auch Nixons Nachfolger Gerald Ford gewogen, aber wegen seines von ihr beklagten wahrnehmbaren Mangels an sozialer Würde gegenüber Jimmy Carter lehnte sie ein Treffen mit ihm ab. In einem offiziellen Schreiben zu ihrem Tod schrieb Präsident Jimmy Carter:

“She had style, she had grace, and she had a sense of humor that kept generations of political newcomers to Washington wondering which was worse—to be skewered by her wit or to be ignored by her”

„Sie hatte Stil, sie hatte Würde und sie hatte einen Humor, der Generationen von politischen Neulingen in Washington darüber nachdenken ließ, ob es schlimmer sei, ihren scharfzüngigen Herausforderungen ausgesetzt zu sein oder von ihr ignoriert zu werden“

Alices letzter öffentlicher Auftritt, der über Public Broadcasting Service ausgestrahlt wurde, war bei der Zweihundertjahrfeier der Vereinigten Staaten 1976, der auch Königin Elisabeth II. von Großbritannien beiwohnte.
Nach langer Krankheit starb Alice am 20. Februar 1980 im Alter von 96 Jahren als letztes Kind von Theodore Roosevelt an einer durch eine chronisch obstruktive Lungenerkrankung und andere chronische Krankheiten ausgelösten Lungenentzündung. Sie fand in der Rock Creek Cemetery, Washington, D.C ihre letzte Ruhestätte.